# Pèlerins d'Arès
 (avril 2021).
Pour les articles homonymes, voir Ares (homonymie).
Les Pèlerins d'Arès est l'appellation d'un nouveau mouvement spirituel fondé en 1974 par le Français Michel Potay (Frère Michel pour ses disciples). Ce mouvement doit son nom à la localité d'Arès, en Gironde, lieu où Michel Potay aurait reçu des révélations de Jésus puis de Dieu. À partir de ces événements, il publie La Révélation d'Arès, publication qui donne lieu à un pèlerinage, d'abord spontané, puis organisé à partir de 1978. Dès lors, il s'est créé une soixantaine d'associations liées à cette foi en France, dans une vingtaine de villes françaises. La Mission interministérielle de vigilance et de lutte contre les dérives sectaires (MIVILUDES), dans son rapport annuel de 2005, définit les Pèlerins d'Arès comme un « mouvement guérisseur d'inspiration religieuse ». Les pèlerins d'Arès se définissent eux-mêmes comme des croyants libres de toute religion. Pour eux, l'action d'aimer, de pardonner, de faire la paix, d'équilibrer l'intelligence intellectuelle par le développement de l'intelligence spirituelle[Quoi ?], de se libérer des préjugés, prime sur la croyance.

## Origine des Pèlerins d'Arès
Selon son récit autobiographique, Michel Potay (aussi communément appelé frère Michel) est né en 1929 à Suresnes, près de Paris. Physicien de formation, ingénieur en 1955, il devient directeur d'usine d'unités de transfert thermique pour l'industrie chimique de 1958 à 1965 à Paris puis à Lyon. Né dans une famille marxiste, il vote lui-même communiste jusqu'en 1988. Au début des années 1960, il commence à douter de l'objectivité et des vérités du marxisme, il décide de prendre un congé sabbatique et se livre à une recherche philosophique dans divers domaines.
Il se convertit à la foi chrétienne en rejoignant l'Église orthodoxe. En 1971 il se rattache à l'Église vivante proche de l'URSS. Il est ordonné prêtre par cette congrégation, puis consacré évêque d'un diocèse missionnaire. Depuis Bourges, il tente un rapprochement avec d'autres Églises marginales (Église du Christ rénovée de l'antipape Clément XV, chapelle Sainte-Marie de Mgr Maurice Cantor, etc.). En 1973, il abandonne l'Église vivante par refus d'allégeance à l'URSS. Michel Potay s'installe à Arès. Surnommé « le pope », sa réputation de guérisseur est connue au sein de la population locale. Il souhaite y faire l'expérience d'une « Chrétienté originelle », mêlant ses références orthodoxes aux références orientalisantes (philosophie et acupuncture chinoise) et ésotériques.
La Révélation d'Arès décrit deux événements surnaturels qu'aurait vécus Michel Potay : 39 ou 40 apparitions de Jésus du 15 janvier au 13 avril 1974 et 5 théophanies (manifestations directes du Créateur) du 2 octobre au 22 novembre 1977.
En 1974, Michel Potay auto-édite L'Évangile donné à Arès en 12 000 exemplaires, Le Livre en 1978, puis l'ensemble en un ouvrage unique pour la première fois en 1983.
Ces événements surnaturels ont supposément eu lieu à Arès, où des Pèlerins d'Arès se rendent en pèlerinage. Ce nom est d'abord un sobriquet que la population locale utilise à partir de 1975 pour désigner leurs activités.

## La Révélation d'Arès
La Révélation d'Arès comprend deux parties : le message qui, selon Michel Potay, lui a été donné par Jésus en 1974, intitulé L'Évangile Donné à Arès (première édition 1974), puis le message qui lui a été donné par Dieu en 1977 et intitulé Le Livre (première édition 1978). La foi, la recherche d'accomplissement et la mission des Pèlerins d'Arès se fondent sur ce texte. Depuis sa première édition intégrale, La Révélation d'Arès est diffusée à plus de 400 000 exemplaires (en langue française). L'ouvrage a été traduit en anglais et en allemand.
L'ouvrage place la pratique de l'amour du prochain, du pardon, de la paix, de l'intelligence et de la liberté spirituelles au-dessus des valeurs de gouvernement et de loi. Le concept de "pénitence" y perd son sens traditionnel de punition ou de remords pour prendre celui de "joie de changer sa vie en Bien" et de re-création de soi par la bonté. La Révélation d'Arès déclare que le salut ne dépend pas de ce que l'on croit, mais du bien que l'on fait : « l'homme qui aime, qui pardonne, qui fuit le mensonge, qui combat ses préjugés envers les autres, bref l'homme, qu'il soit croyant ou non, qui devient bon ou pénitent, crée son âme » (17/4-7 et XXXIX). L'ouvrage incite à dépasser les systèmes religieux et politiques et à établir une équité universelle par delà les différences de croyances. Selon Michel Potay, le verset central de La Révélation d'Arès est « La Vérité est que le monde doit changer » (28/7).
Le discours de la première partie, « L'Évangile », en français usuel, est attribué à Jésus. Jésus se serait présenté physiquement, dans son corps transfiguré, à Michel Potay. Il lui aurait dicté un évangile complet, en une quarantaine de séances nocturnes pendant la période du 14 janvier au 13 avril 1974. La deuxième partie, « Le Livre », attribué à « un bâton de lumière d'où sort la voix du Créateur » lors des nuits des 2, 9, 19 octobre, puis celles des 9 et 22 novembre 1977, est présentée par Michel Potay comme « l'Antidiscours ». Il qualifie ce langage de « lapidaire », car dénué de tout artifice littéraire.
Systématiquement nocturnes, ces rencontres ont toujours eu lieu sans témoin, Michel Potay expliquant son incapacité à réveiller les membres de sa famille, alors « léthargiques ». Michel Potay raconte avoir cru pendant un temps recevoir une révélation à titre personnel, mais rapidement, il comprend sa responsabilité de prophète. "Potentiellement tous les Pèlerins d'Arès et même tous les hommes de Bien sont des prophètes en puissance…" (Michel Potay). "Frère Michel" ne s'est pas mis au centre et a évité de se faire révérer comme le prophète qui serait le sceau de la révélation de Dieu."
Cette révélation n'aurait pas laissé insensibles un certain nombre de croyants de confessions musulmane, protestante, catholique ou juive, qui l'ont adoptée pleinement comme un état d’esprit, comme une direction de certitude, et non comme une religion. La Révélation d’Arès n’a pas pour vocation d’être une religion, c’est-à-dire une foi et un culte régis par une institution.

## Foi et pratiques spirituelles

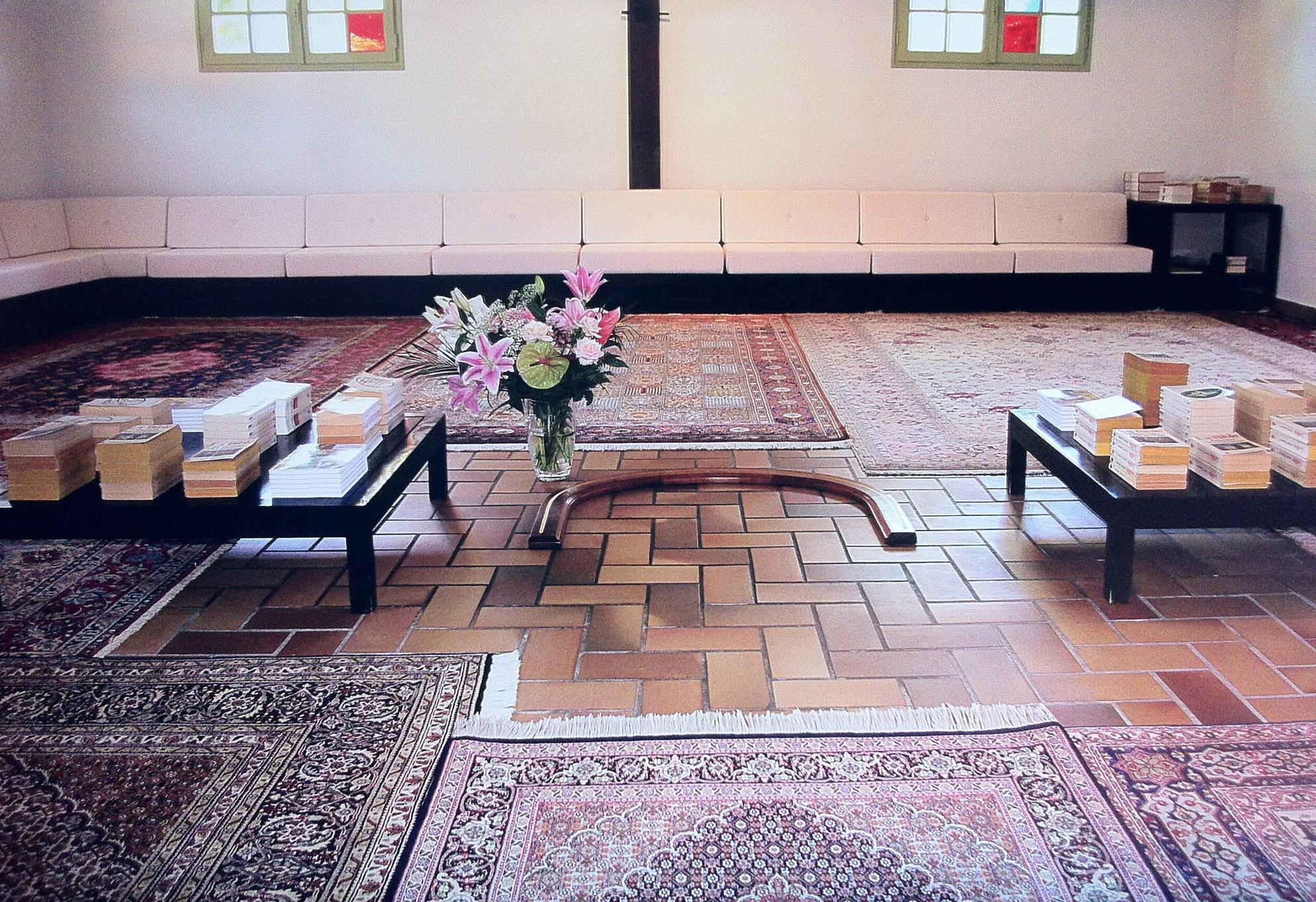
Lieu de prière pour les Pèlerins d' Arès.

### Principe
Le mouvement des Pèlerins d'Arès est présenté par Jean-François Mayer comme un monothéisme associé à la « ligne de la tradition abrahamique ». Ses adeptes croient aux écritures bibliques et coraniques. Leur foi est influencée par l'islam, le Coran étant considéré comme l'une des plus récentes révélations divines parmi les écritures monothéistes précédant La Révélation d'Arès. En revanche, ils doutent de l'authenticité de certains livres de la Bible et rejettent l'Évangile de Jean. Ils récusent également le concept de Trinité chrétienne, la filiation de Dieu en Jésus : « Le sang de Jésus sur la croix n’a sauvé personne ; la croix ne fut que l’instrument d’un crime ; l’idée que le père aimant ferait torturer un homme à mort pour être propice aux autres hommes est absurde et païenne. Seule sauve la mise en pratique de la Parole transmise par Jésus et par tous les prophètes. L’homme se sauve lui-même par l’action dynamique, créatrice de changer sa vie et le monde, actions spontanément soutenues par le Père». Les Pèlerins d'Arès rejettent le culte des saints mais croient à la virginité de Marie, à l'enfer et à la résurrection des justes. Ils perçoivent les enseignements divins comme étant livrés aux humains par étapes : un prophète/messager est « suscité » par Dieu pour rappeler aux hommes la parole divine, pour apporter des corrections à l'interprétation des révélations précédentes, et compléter leurs enseignements. La Révélation d'Arès est perçue par les Pèlerins comme étant la version la plus récente des paroles que Dieu ait adressées à l'humanité, et Michel Potay comme le prophète actuel. Très tôt, dans la partie L'évangile, est indiqué que d'autres révélations semblables ont eu lieu dans le passé : « J’ai voulu parler par d’autres en grand nombre mais ils se sont dérobés ; craintifs, ils n’ont pas pu sortir du monde, se distinguer du monde, monter sur Mon Parvis pour s’adresser à lui en Mon Nom, craignant les incrédules et les moqueurs...» (L'Évangile 2/16-18). La Révélation d'Arès demande un redémarrage du "christianisme simple et vrai" du Sermon sur la Montagne (Matthieu ch.5 à 7), puisque, selon elle, cet enseignement de Jésus n'a jamais été appliqué à l'échelle sociale. Ce christianisme "pur" - hors de toute religion - est selon les Pèlerins d'Arès : la recréation dynamique et permanente du bien en soi et dans la société.
Le croyant rejette tout système de soumission, incluant les structures ecclésiastiques et les systèmes politiques, respectivement nommés « le roi blanc », terme qui indique toute puissance religieuse, et « le roi noir », sa contrepartie laïque (puissance civile, financière, culturelle, idéologique). Ces deux entités sont perçues comme ennemies de l'individu : "Pas de Bien absolu sans liberté absolue". Michel Potay définit les pèlerins d'Arès comme « une anarchie de pénitents ». Selon les croyances des pèlerins d'Arès, Adam n’est pas un individu mais une population d’humains. Eden (ou le Royaume dont parlait Jésus) n'est pas une aire géographique, mais la vie transfigurée. C’est à ce plan édénique qu’Adam aurait renoncé, préférant le monde actuel, qui procure un bonheur éphémère, au prix du mal, de la souffrance et de la mort,.
Cette théologie est dualiste, opposant le « Bien » au « Mal », ce dernier pouvant se personnifier sous la forme d'« un être invisible maléfique, indépendant », appelé par M. Potay : « un tentateur, le Noir. » Au cours de l'année 1974, il affirme ainsi avoir été « pratiquement chaque jour tourmenté par le démon. » La foi arésienne invite donc les hommes à rejeter le mal et à faire le bien. La violence est totalement rejetée.
Pour les pèlerins d'Arès, l'âme humaine n'est pas innée,, elle s'acquiert au cours de la vie et croît en fonction des actes, le péché l’abîmant ou la détruisant, la vertu en favorisant la croissance. Dans la foi arésienne, vivre dans la « pénitence » est une notion centrale, quoiqu'elle ne revête pas le sens de remords et d'autopunition. Elle consiste selon eux à se conformer à des principes et vertus, à faire le bien, par un effort de volonté, à se changer individuellement pour participer au « changement du monde » préconisé. Ainsi, même l'athéisme est préférable à la croyance "nuisible". "Mieux vaut un impie faste qu'un pieux néfaste".
La guérison des malades par l'imposition des mains est un commandement de la Révélation d'Arès : « Ta force guérira les malades. [...] Tu imposeras les mains aux malades. Tu en traiteras de toutes les manières de ton art. » Ceci découle de la conception arésienne selon laquelle l'homme possède un pouvoir d'action sur la création, et rejoint les influences occultistes qui ont imprégné le parcours spirituel de Michel Potay. Ses capacités de guérison ont ainsi été présentées sur les tracts publicitaires que distribuent parfois les pèlerins, signalant « ses travaux quasiment miraculeux pour les malades et les réprouvés. » Cependant si « En 1978 encore, on pouvait lire dans le Pèlerin d'Arès des avis de ce genre : « Le Frère Michel prie et souffre lui-même pour les souffrants. […] » […] Durant plusieurs années, le périodique comprenait fréquemment une rubrique intitulée "Mais l'évidence des miracles est là !" […]. Cette rubrique a cependant disparu ces dernières années. » (Michel Potay et la Révélation d'Arès, Jean-François Mayer, Les trois Normes, 1990).
Selon le Guide Almora de la Spiritualté : « La place de la femme dans ces diverses religions (monothéistes) est ici clairement rétablie ». Selon Michel Potay, l'aspect maternel du Divin est remis à l'honneur parce que considéré au-delà du sexe,.

### Rites et pratiques
Il est question de rites dans La Révélation d'Arès, mais pour les pèlerins d'Arès, aucun rite n'est obligatoire. Le seul rite très majoritairement pratiqué est la prière Père de l'Univers, version corrigée du Notre Père chrétien, prononcée trois fois par jour et une fois la nuit. Cette prière s'effectue tourné vers Arès, considéré comme nouveau lieu saint après Jérusalem. Le mouvement a tenté l'élaboration de rituels propres aux pèlerins, mais dans cette foi rejetant le dogme, leur diffusion au sein du mouvement rencontre une forte résistance, à l'exception de la moisson qui n'est pas un rituel à proprement parler.

#### La «Moisson»
La moisson désigne l'action de prosélytisme pour diffuser le message donné à Arès. Selon Les Pèlerins d'Arès, l'action de la moisson est d'encourager d'autres hommes à se créer bons afin de rendre la bonté contagieuse et ceci en se basant notamment sur un discours de Jésus : « Nul ne se sauve sans vouloir sauver d'autres hommes ». Le prosélytisme est une activité essentielle pour les Pèlerins d'Arès. La moisson des pénitents, ou moisson tout court, mot qui dans La Révélation d'Arès signifie apostolat, constitue la pratique spirituelle la plus active et la plus répandue, reconnue comme prioritaire. Elle peut se faire de différentes manières comme par le biais de la chanson (groupe français de musique funk : Pious Gens etc), ou par le biais de l'art. (Image and Likeness, Peter and Rosie - New Zealand etc.), bien souvent elle se fait par une simple conversation d'individu à individu. La raison invoquée est que la foi générée par La Révélation d'Arès trouve son accomplissement dans la transmission de l'appel lancé par Jésus et Dieu. Les pèlerins reproduisent ainsi ce qu'auraient fait Jésus et le Créateur, en 1974 et 1977, en rappelant aux hommes qu'ils doivent changer leur vie en bien et que, par le cumul des changements personnels, le monde changera à son tour.

#### LaMémoire du Sacrifice
Ce rite rappelle le sacrifice de Dieu à sa création. Le croyant tient table ouverte, soit chez lui, soit au cours d'une réunion d'assemblée. La table du mémorial est dressée, et le pénitent prépare pain, vin et huile pour tous. Ce « partage de la table » représente le « sacrifice du temps libre de chacun à la mission ».

#### Lesépousailles
Pour les pèlerins d'Arès, les épousailles sont l'engagement que prennent deux fiancés pénitents et moissonneurs, qui s'aiment et qui aiment tous les hommes. Le jour de ses épousailles, le marié fait Mémoire du Sacrifice pour l'assemblée. Les deux fiancés conduisent la prière, s'abstiennent de consommer des boissons alcoolisées, et servent leurs invités. Au travers de cette cérémonie, le couple est uni par Dieu, représenté par l'assemblée qui prie avec lui. Le principe de cette cérémonie est de montrer que seul Dieu est garant de cette union et qu'elle contribue au changement du monde. Des épousailles ont été célébrées dans quelques assemblées locales.

#### Lebaptême
Les pèlerins reconnaissent Jean le Baptiste, mais le baptême n'est pas particulièrement prescrit. Ils ne reconnaissent pas les vertus supposées de l'eau bénite, et la dénoncent comme une œuvre de charlatan. Si un pèlerin souhaite être baptisé, de l'eau est utilisée comme symbole d'une eau divine que les élus connaîtront après leur mort.

#### Lesfunérailles
Le « rite » des funérailles est décrit comme une cérémonie pour les vivants, mais qui n'influe pas sur l'âme du mort. Le faste est rejeté. Ceux qui ont commémoré le Sacrifice sont enterrés vêtus de leur tunique et enroulés dans le linceul de la nappe de table qu'ils utilisaient.

#### Lacélébration du septième jour
Cette célébration se rapporte au 7e jour de la création dans la Genèse, mais elle peut être pratiquée un autre jour que le dimanche.

## Organisation et taille du mouvement
La Révélation d'Arès et le prophète auto-proclamé, Michel Potay, sont au centre du mouvement. L'Association pour la diffusion internationale de la Révélation d'Arès (ADIRA) édite la Révélation d'Arès et les membres du mouvement fournissent les librairies et bibliothèques. Divers périodiques : Le pèlerin d'Arès, Frères de l'aube,« l’Egala’h », le « Bul’fda » et tracts sont diffusés de la même façon par la structure associative.
Jean-François Mayer note une tendance à la sacralisation de Michel Potay, mais après s'être beaucoup investi dans les conférences et réunions, il se fait plus discret. Selon Chantin, la poursuite du mouvement est donc principalement le fait des croyants eux-mêmes.
Selon diverses estimations extérieures et critiques, le mouvement compterait « entre 500 et 2 000 adeptes » ou « 5 000 membres ». Selon une association chrétienne critique du mouvement, « Les Pèlerins d’Arès vivent tantôt isolés, tantôt en groupes ou missions. Légalement, ils forment des assemblées régionales comme « Les Ouvriers de la Moisson », « L’œil s’ouvre » (créée à Bordeaux le 4 mars 1987, dissoute en 2001), « Les Frères de l’Aube », « Les Torrents » (créé à Paris en 1989) ; ou des associations plus larges, comme « L’Œuvre du Pèlerinage d’Arès » ». Toujours selon cette même association, les Pèlerins d’Arès développeraient des missions en Allemagne, en Belgique (Liège), en France, en Grande-Bretagne, en Hongrie, en Irlande, en Pologne, en Russie et en Suisse (Genève, Neuchâtel, Zurich). Le mouvement arésien commencerait à s'étendre en dehors d'Europe, avec des membres en Afrique, en Australie, en Nouvelle-Zélande et en Amérique (États-Unis et Canada).

### Les assemblées
Les Pèlerins d'Arès se disent croyants libres et se regroupent en « assemblées ». Ils créent aussi des associations selon la Loi de 1901 pour leurs différentes activités. La première assemblée fut fondée à Bordeaux, en 1976, suivie par une seconde à Paris en 1978. Il s'est créé une soixantaine d'associations liées à cette foi en France, dans une vingtaine de villes françaises.

### Le Pèlerinage d'Arès
Depuis 1974, le Pèlerinage d'Arès consiste à se rendre à la Maison de la Sainte Parole, le lieu des théophanies, pour y prier et recevoir Le Feu, un renforcement de sa foi. Les Pèlerins d'Arès y pratiquent la prière « libre », qui consiste à psalmodier à mi-voix des extraits des livres sacrés : Bible, Coran et Révélation d'Arès,. Le pèlerinage, accessible librement et gratuitement, auquel se consacre entièrement l'association L'Œuvre du Pèlerinage d'Arès, a lieu chaque année en été pendant six semaines.
Pour y avoir accès, un Pèlerin d'Arès présent à l'accueil, pose trois questions à la nouvelle personne qui entre prier :
- « Croyez-vous que la Bible, le Coran et la Révélation d'Arès viennent de Dieu ? »
- « Aimez-vous tous les hommes ? »
- « Pardonnez-vous les offenses ? »

Elle peut alors pénétrer dans la Maison de la Sainte Parole, en se déchaussant et en revêtant une tunique blanche. Avant d'entrer dans la salle de prière, toute personne place sa main sur le bas du front, et se prosterne pour embrasser le sol,.
Selon Michel Potay, le Pèlerinage d'Arès est à part. Il abolirait tout ce qu'instrumentalisent les religions dans leurs pèlerinages nombreux sur terre. Selon lui, « La vie spirituelle, la pénitence, le Pèlerinage ne sont pas des actes accomplis à côté de la vie courante. Ils sont la vie courante pour un Pèlerin d'Arès. La vie spirituelle n'est pas comme la religion quelque chose ressortissant de la pensée. C'est la vie tout court. » Le Pèlerinage d'Arès serait ainsi ouvert à tous les humains, de toutes convictions. Un lieu pour penser ou prier : « C'est un pèlerinage au fond de soi, une quête de la nécessité d'aimer, de pardonner, de faire la paix, de se rendre libre du monde extérieur, mais non un pèlerinage à des reliques miraculeuses ». Même si, toujours selon Michel Potay, « des miracles se produisent parfois à Arès comme n'importe où dans le monde, ils sont dus au rayonnement bénéfique et recréateur d'hommes bons concentrés à cet endroit. »
La Maison de la Révélation, quant à elle, est le lieu où Jésus serait apparu en 1974. Il y a une dizaine d'années, au cours du pèlerinage, des colloques et exposés, des missions publiques et des projections de films y étaient organisés.

### Financement
Le mouvement est financé par les dons des pèlerins d'Arès, une demi-dîme, (5 % de leurs revenus), versée directement à Michel Potay,. Elle est, selon le mouvement, facultative et laissée à la conscience de chacun. Michel Potay déclare répartir ensuite les dons entre l'entretien des locaux du lieu de pèlerinage à Arès, la diffusion mondiale de l'ouvrage La Révélation d'Arès et les locaux régionaux des Pèlerins d'Arès.

## Controverses autour de l'accusation de secte
Une des associations, L'Œil s'ouvre, fondée en 1987 à Bordeaux, a été citée en 1995 dans le rapport de la commission parlementaire sur les sectes en France, dans la catégorie « mouvements sectaires de 500 à 2 000 adeptes », parmi les 173 sectes qui présenteraient des caractères de dangerosité. Le rapport classe cette association comme secte de type dominant « apocalyptique », et de type associé « guérisseur ». L'association L'Œil s'ouvre s'est dissoute en 2001.
Le rapport annuel de 2005 de la MIVILUDES (Mission interministérielle de vigilance et de lutte contre les dérives sectaires) cite l'exemple des pèlerins d'Arès, dans son chapitre consacré aux « risques induits par les pratiques de soins et de guérison des groupes à caractères sectaires » et constate que le « mouvement guérisseur d'inspiration religieuse, les Pèlerins d'Arès, semble retrouver un regain d'activité dans la capitale via son siège « l'Eau bleue » où se tiennent des conférences régulières avec distribution de tracts promotionnels ».
Selon l'UNADFI, dans son magazine Bulles no 65 de 2000 : « Si Arès prétend être ni une secte, ni une Église, comment ne pas s'interroger sur la révélation particulière gardée secrète, sur l'utopie d'un rassemblement universel sur terre, sur la violence des critiques relatives à la société actuelle, au religieux et au politique ? »

Pour Jean-François Mayer : 

« La Révélation d'Arès ne peut être qualifiée de « secte chrétienne ». Une autre réalité émerge. Si elle survit, elle pourrait devenir une tradition religieuse indépendante. »

#### Livres de Michel Potay
- Frère Michel Potay, La Révélation d'Arès, Arès, France, Maison de la Révélation, 2009, 160 p., broché (ISBN 978-2-9700584-1-0, présentation en ligne, lire en ligne) Attention ! L'URL du blog n'est plus http://freesoulblog.net, mais http://michelpotayblog.net
- Frère Michel Potay, La Révélation d'Arès intégrale, Arès, France, Maison de la Révélation, 1984 (réimpr. 1987, 1989), 350 p., broché (ISBN 2-901821-00-6, 2-901821-02-2 et 2-901821-03-0, présentation en ligne)Une copie numérisée par Michel Potay est disponible sur Internet ici
- (en) Frère Michel Potay, The Revelation of Arès [« La Révélation d'Arès »], Arès, France, Maison de la Révélation, 1995, 777 p., relié (ISBN 2-901821-07-3, OCLC 36797899, présentation en ligne)
- Michel Potay, « Mon histoire », sur Site web personnel de Michel Potay: Un pasteur pas comme les autres, mai 2001 (consulté le 24 décembre 2007)
- Frère Michel Potay, Et ce que tu auras écrit, Arès, France, Maison de la Révélation, coll. « Le pèlerin d'Arès », 1989, 370 p., broché (ISBN 2-901821-04-9)
- Frère Michel Potay, Et ce que tu auras écrit, Arès, France, Maison de la Révélation, coll. « Le pèlerin d'Arès », 1991-1992, broché (ISBN 978-2-901821-06-9 et 2-901821-06-5)

#### Ouvrages de Jean-François Mayer
- [PDF] Jean-François Mayer, Michel Potay et la Révélation d'Arès, Fribourg (Suisse), Les Trois Nornes, 1990, 63 p., broché (ISBN 2-88210-004-3, présentation en ligne, lire en ligne)trad. italienne : « Michel Potay e la rivelazione di Arès », in Massimo Introvigne (dir.), Le nuove rivelazioni, Leumann (Torino), Editrice Elle Di Ci, 1991, pp. 87-122
- Jean-François Mayer, « La naissance de nouvelles religions », Sciences humaines, no Grands Dossiers: L'origine des religions,‎ décembre 2006 - février 2007 (résumé)
- Jean-François Mayer, « La « Révélation d'Arès » : naissance d'un pèlerinage dans la France contemporaine », Social Compass, vol. 48, no 1,‎ 1er mars 2001, p. 63-75 (ISSN 0037-7686, DOI 10.1177/003776801048001006, résumé)

- Jean-François Mayer et Reender Kranenborg, La naissance des nouvelles religions, Genève, Georg Editeur, 23 août 2004, 212 p. (ISBN 2-8257-0877-1, présentation en ligne), « La Révélation d'Arès, nouvelle voie spirituelle née en France », p. 123-143

### Interview télévisée de Michel Potay enregistrée par Jacques Chancel en 2010
Fin 2010 Jacques Chancel enregistre une interview de Michel Potay dans un grand studio parisien. Cette vidéo est découpée en 19 séquences correspondant à des questions.
Jacques Chancel écrit un long témoignage à propos de cette interview dans son livre « N’oublie pas de vivre » publié en 2011 chez Flammarion. Notamment : "La Révélation d’Arès faite à Michel Potay ne fonde pas de religion. Ce témoignage, étonnant, lourd de paroles et de signes, engage aussi à lire les autres Livres. À la fin de l’entretien je suis toujours incrédule, je n’arrive pas à imaginer une telle visite, cette descente de Jésus en Gironde, je peste de ne pas avoir la grâce, je voudrais lui dire à quel point son récit m’a transformé mais je ne puis mentir. Il n’empêche que je suis touché par chaque mot de ce qui m’est raconté."

#### Autres auteurs
- Jean Vernette et Claire Moncelon, Dictionnaire des groupes religieux aujourd'hui, Presses universitaires de France, 2001 (présentation en ligne)
- Mourad Faher, Approche critique des représentations de l'Islam contemporain.
- Jean-Pierre Chantin, Des sectes dans la France contemporaine : 1905-2000, contestations ou innovations religieuses, Toulouse, Privat, coll. « Hommes et communauté », 2004, 157 p. (ISBN 978-2-7089-6855-4, présentation en ligne)
- Dominique Avon (dir.), Michel Fourcade (dir.) et Jean-Pierre Chantin, Un nouvel âge de la théologie ? 1965-1980 : Colloque de Montpellier, juin 2007, Paris, Karthala, coll. « Signe des Temps », décembre 2009, 432 p. (ISBN 978-2-8111-0278-4, présentation en ligne), chap. 19 (« Théologies Sauvages ? Les “nouveaux mouvements religieux” et leurs discours sur le divin »)
- (en) J. Gordon Melton (dir.), Martin Baumann (dir.), David B. Barrett, Donald Wiebe et Diana Eck, Religions of the world : a comprehensive encyclopedia of beliefs and practices, vol. 1 / 4, Santa Barbara, Calif., ABC-CLIO, septembre 2002, lxxx, 1507, relié (ISBN 1-57607-223-1, présentation en ligne), « Arès Pilgrims », p. 71-72

- (en) Brian W. Firth, The Firm League of Friendship, Oakland, Oregon, USA, Elderberry Press, mars 2003, 348 p., broché (ISBN 1-930859-58-9, lire en ligne), chap. 5 (« Society and the individual »)